# Zeuxine membranacea
Zeuxine membranacea är en orkidéart som beskrevs av John Lindley. Zeuxine membranacea ingår i släktet Zeuxine och familjen orkidéer. Inga underarter finns listade i Catalogue of Life.